# Labyrinth des Grauens
Labyrinth des Grauens is een Oostenrijkse dramafilm uit 1921 onder regie van Michael Curtiz. In Nederland werd de film destijds uitgebracht onder de titel De weg naar het moeras.

## Verhaal
Edward Stephenson is de zoon van een rijke industrieel. Hij wordt verliefd op de arbeidster Maud Hartley. Zijn vader wil dat hij trouwt met de dochter van een zakenman en de relatie met Maud wordt afgebroken. Maud keert terug naar haar moeder. Edward vermoordt vervolgens een politieagent en zoekt onderdak bij Maud. De broer van Maud heeft intussen echter een diefstal gepleegd.

## Rolverdeling
| Acteur            | Personage           |
| ----------------- | ------------------- |
| Lucy Doraine      | Maud Hartley        |
| Alphons Fryland   | Edward Stephenson   |
| Max Devrient      | Mijnheer Stephenson |
| Paul Askonas      | Thomas Racton       |
| Mathilde Danegger | Gabrielle Racton    |
| Jean Ducret       | George Hartley      |